# Altimella
Altimella is een geslacht van spinnen uit de  familie van de Cicurinidae.

## Soorten
- Altimella nedong Wang & Z. S. Zhang, 2024
- Altimella ngamring Wang & Z. S. Zhang, 2024